# Studio Tan
Studio Tan je instrumentalni album američkog glazbenika Frank Zappe, koji izlazi u rujnu 1978.g. Album "Studio Tan" trebao je biti dio projekta Läther (koji nije objavljen do 1996.), ali zbog zakonskih problema izlazi kao singl izdanje. Projekt "Läther" sastoji se od četiri albuma, a jedino je "Studio Tan" prezentiran u cijelosti. Jedina je razlika u miksanju i to vrlo mala u skladbi "The Adventures of Greggery Peccary".

## Popis pjesama
Sve pjesme komponirao je Frank Zappa.
Strana prva
1. "The Adventures of Greggery Peccary" – 20:40

Strana druga
1. "Lemme Take You To The Beach" – 2:44
2. "Revised Music For Guitar and Low-Budget Orchestra" – 7:36
3. "RDNZL" – 8:12

## Izvođači
- Frank Zappa – gitara, vokal, udaraljke
- George Duke – klavijature
- John Berkman – klavir
- Michael Zearott – dirigent
- Pamela Goldsmith – viola
- Murray Adler – violina
- Sheldon Sanov – violina
- Jerry Kessler – violončelo
- Edward Meares – bas-gitara
- Bruce Fowler – trombon
- Don Waldrop – trombon
- Jock Ellis – trombon
- Dana Hughes – bas trombone
- Earle Dumler – oboa
- JoAnn Caldwell – bassoon
- Mike Altschul – flauta
- Graham Young – truba
- Jay Daversa – truba
- Malcolm McNab – truba
- Ray Reed – flauta
- Victor Morosco – saksofon
- John Rotella – puhački insrumenti
- Alan Estes – udaraljke
- Emil Richards – udaraljke
- Tom Fowler – bas-gitara
- Chester Thompson – bubnjevi
- Davey Moire – vokal
- Eddie Jobson – klavijature, jodlanje
- Max Bennett – bas-gitara
- Paul Humphrey – bubnjevi
- Don Brewer – bongos
- James "Bird Legs" Youmans – bas-gitara
- Ruth Underwood – udaraljke, sintisajzer